# Parochodaeus dentipes
Parochodaeus dentipes – gatunek chrząszcza z rodziny wygonakowatych i podrodziny Ochodaeinae.
Gatunek ten opisali w 2012 roku M.J. Paulsen i Federico Ocampo na podstawie 7 okazów. Jako miejsce typowe wskazano Piedra Pintada. Epitet gatunkowy pochodzi od łacińskich wyrazów dentis („ząb”) i pes („noga”).
Chrząszcz o ciele długości od 6,5 do 7,6 mm i szerokości od 3,3 do 3,9 mm. Powierzchnię jego głowy pokrywają umiarkowanej wielkości punkty oraz guzki, w tym pojedynczy guzek na czole, położony pośrodkowo. Nadustek jest wąski, szeroko zaokrąglony, o pogrubionej i wystającej u obu płci przedniej krawędzi. U samca długość nadustka wynosi piątą, a u samicy czwartą część jego szerokości. Narządy gębowe cechuje głęboko wykrojona warga górna i lekko kanciaste od strony zewnętrznej żuwaczki. Nabrzmiała bródka ma wcięcie na przedniej krawędzi. Powierzchnia wypukłego przedplecza jest guzkowana (guzki zanikają na dysku), między guzkami wyraźnie punktowana, a między punktami błyszcząca. Pokrywy mają guzki na międzyrzędach wyposażone w przeciętnie długie, pokładające się szczecinki. Przednia para odnóży ma golenie zaopatrzone w krótki i spiczasty ząb wewnętrzny oraz słabo zakrzywioną ostrogę wierzchołkową. Odnóże tylnej pary ma prostej budowy krętarz, ząb przed wierzchołkiem tylnej krawędzi uda, szeroką i zakrzywioną goleń oraz niepowiększony silnie pierwszy człon stopy.
Owad neotropikalny, endemiczny dla Argentyny, znany z prowincji La Rioja i Córdoba. Odławiany od grudnia do lutego, także do światła.